# 克羅納湖
克羅納湖（Kroner Lake）是南極洲的湖泊，位於南設得蘭群島的德瑟萊申島，處於捕鯨者灣以西，直徑0.37公里，該湖泊以英國皇家海軍少校命名。
62°59′S 60°35′W / 62.983°S 60.583°W